# مصعد جلفاني

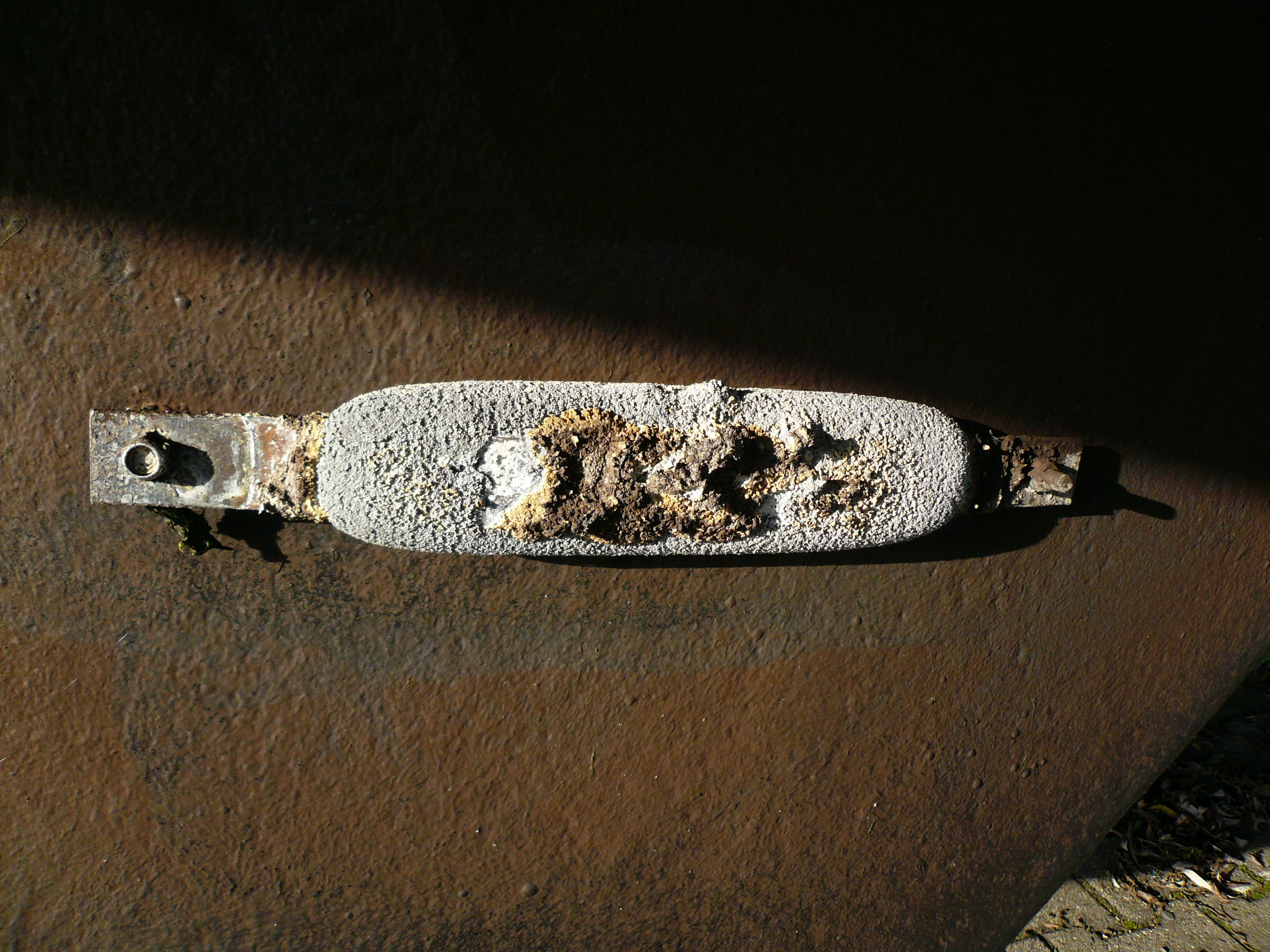
مثال على مصعد غلفاني مثبت في جسم سفينة.

المصعد الغلفاني (Galvanic anode) أو مصعد التضحية (sacrificial anode) هو مصعد فلزي يستخدم في الحماية المهبطية؛ وغالبا ما يذوب كجزء من العملية (ولذلك يسمى مصعد التضحية أو مصعد قرباني أيضا).
والغرض من هذه العملية هو حماية فلز معين من التآكل (مثل حماية أجسام السفن الخارجية، حماية أنابيب نقل النفط، أو سخانات المياه) عن طريق جعل المصعد أكثر سالبية كهربية من الفلز المراد حمايته.
ومثال آخر لمصعد التضحية هو المصعد المستخدم في عملية الطلاء الكهربي حيث يتم استبدال الفلز الموجود في المصعد بالفلز الموجود في محلول الطلاء والذي يترسب على المهبط.

## اقرأ أيضاً
- حماية مهبطية
- تآكل